# Castelpetroso
Castelpetroso är en ort och kommun i provinsen Isernia i regionen Molise i Italien. Kommunen hade 1 618 invånare (2018).